# زندگی اینگونه است
زندگی اینگونه است (اسپانیایی: Así es la vida‎) یک فیلم درام مکزیکی است که در سال ۲۰۰۰ منتشر شد. این فیلم در بخش نوعی نگاه در جشنواره فیلم کن ۲۰۰۰ به نمایش درآمد. از بازیگران این فیلم می‌توان به آلسریا رامیرس اشاره کرد.